# Fleurydora
Fleurydora é um género botânico pertencente à família Ochnaceae.